# مرکز جی. آر. جایواردنه
مرکز جی.آر. جایواردنه (انگلیسی: J. R. Jayewardene Centre) یک آرشیو، کتابخانه و موزه در کلمبو، سری‌لانکا است. این مرکز، مؤسسهٔ رسمی نخستین رئیس‌جمهور سریلانکا، جونیوس ریچارد جایواردنه است و بر اساس مدل کتابخانه‌های ریاست‌جمهوری ایالات متحده استوار است.
این مرکز مجموعه‌ای از اقلامی را به نمایش می‌گذارد که مورد استفادهٔ جایاواردنه بوده‌اند.

## هیئت مدیران
- رانیل ویکرماسینگه (رئیس‌جمهور فعلی سری‌لانکا)
- ماهیندا یاپا آبیواردنا (رئیس پارلمان فعلی)
- چاندریکا کوماراتونگا (رئیس‌جمهور سابق سری‌لانکا)
- مایتریپالا سیریسنا (رئیس‌جمهور سابق سریلانکا)[۴]